# Warloy-Baillon
Warloy-Baillon est une commune française située dans le département de la Somme, en région Hauts-de-France.

## Géographie

### Localisation

#### Communes limitrophes
| Harponville | Varennes-en-Croix | Hédauville    |
| Vadencourt  | Warloy-Baillon    | Senlis-le-Sec |
|             | Baizieux          | Hénencourt    |

### Nature du sol et du sous-sol
Le sol de la commune est recouvert d'une couche de terre végétale épaisse dans la vallée, mince le long des pentes et sur les côtes au nord-est et au sud.
Le sous-sol est composé d'un lit argilo-calcaire avec bancs de silex. Au nord sur le plateau, le sol est argilo-siliceux et au sud sur la côte le sous-sol est crayeux essentiellement.

### Relief, paysage, végétation
Le relief de Warloy-Baillon se compose d'une vallée sèche qui parcourt le territoire communal du nord au sud. Il s'agit de l'ancien lit de l'Hallue asséché.

### Hydrographie

#### Réseau hydrographique
La commune est située dans le bassin Artois-Picardie. Elle est drainée par le ravin.

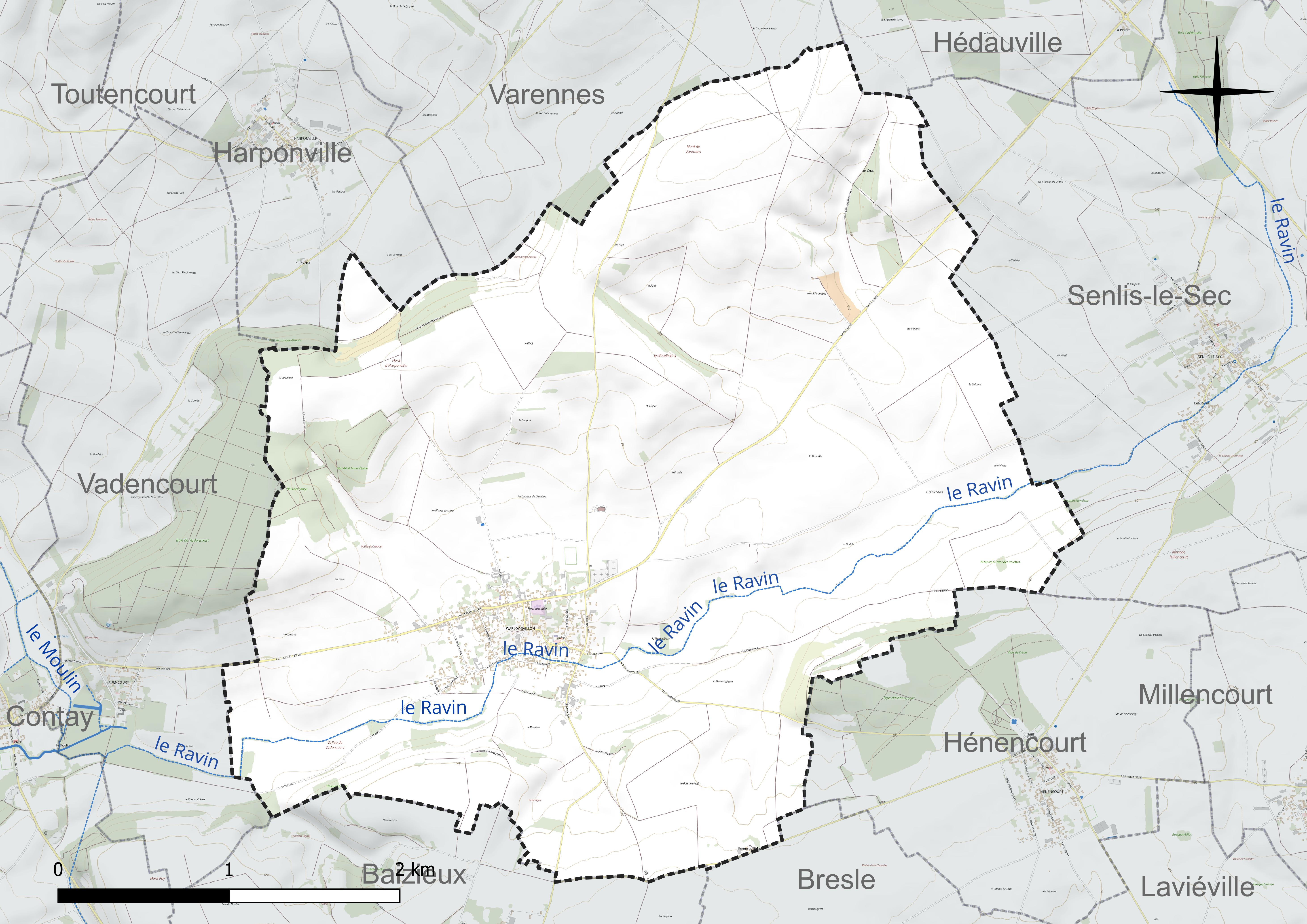
Réseau hydrographique de Warloy-Baillon.

#### Gestion et qualité des eaux
Le territoire communal est couvert par le schéma d'aménagement et de gestion des eaux (SAGE) « Somme aval et Cours d'eau côtiers ». Ce document de planification concerne un territoire de 1 835 km2 de superficie, délimité par le bassin versant de la Somme canalisée. Le périmètre a été arrêté le 29 avril 2010 et le SAGE proprement dit a été approuvé le 6 août 2019. La structure porteuse de l'élaboration et de la mise en œuvre est le syndicat mixte d'aménagement hydraulique du bassin versant de la Somme (AMEVA).
La qualité des cours d'eau peut être consultée sur un site dédié géré par les agences de l'eau et l'Agence française pour la biodiversité.

### Climat
Pour des articles plus généraux, voir Climat des Hauts-de-France et Climat de la Somme.
En 2010, le climat de la commune est de type climat océanique dégradé des plaines du Centre et du Nord, selon une étude du CNRS s'appuyant sur une série de données couvrant la période 1971-2000. En 2020, Météo-France publie une typologie des climats de la France métropolitaine dans laquelle la commune est exposée à un climat océanique et est dans la région climatique Nord-est du bassin Parisien, caractérisée par un ensoleillement médiocre, une pluviométrie moyenne régulièrement répartie au cours de l'année et un hiver froid (3 °C).
Pour la période 1971-2000, la température annuelle moyenne est de 10,2 °C, avec une amplitude thermique annuelle de 14,1 °C. Le cumul annuel moyen de précipitations est de 744 mm, avec 12,4 jours de précipitations en janvier et 8,7 jours en juillet. Pour la période 1991-2020, la température moyenne annuelle observée sur la station météorologique la plus proche, située sur la commune de Méaulte à 10 km à vol d'oiseau, est de 10,7 °C et le cumul annuel moyen de précipitations est de 730,3 mm,. Pour l'avenir, les paramètres climatiques de la commune estimés pour 2050 selon différents scénarios d'émission de gaz à effet de serre sont consultables sur un site dédié publié par Météo-France en novembre 2022.

## Urbanisme

### Typologie
Au 1er janvier 2024, Warloy-Baillon est catégorisée commune rurale à habitat dispersé, selon la nouvelle grille communale de densité à sept niveaux définie par l'Insee en 2022.
Elle est située hors unité urbaine. Par ailleurs la commune fait partie de l'aire d'attraction d'Amiens, dont elle est une commune de la couronne,. Cette aire, qui regroupe 369 communes, est catégorisée dans les aires de 200 000 à moins de 700 000 habitants,.

### Occupation des sols
L'occupation des sols de la commune, telle qu'elle ressort de la base de données européenne d'occupation biophysique des sols Corine Land Cover (CLC), est marquée par l'importance des territoires agricoles (94,7 % en 2018), une proportion sensiblement équivalente à celle de 1990 (95 %). La répartition détaillée en 2018 est la suivante : terres arables (92,1 %), zones urbanisées (3,6 %), prairies (2,6 %), forêts (1,8 %). L'évolution de l'occupation des sols de la commune et de ses infrastructures peut être observée sur les différentes représentations cartographiques du territoire : la carte de Cassini (XVIIIe siècle), la carte d'état-major (1820-1866) et les cartes ou photos aériennes de l'IGN pour la période actuelle (1950 à aujourd'hui).

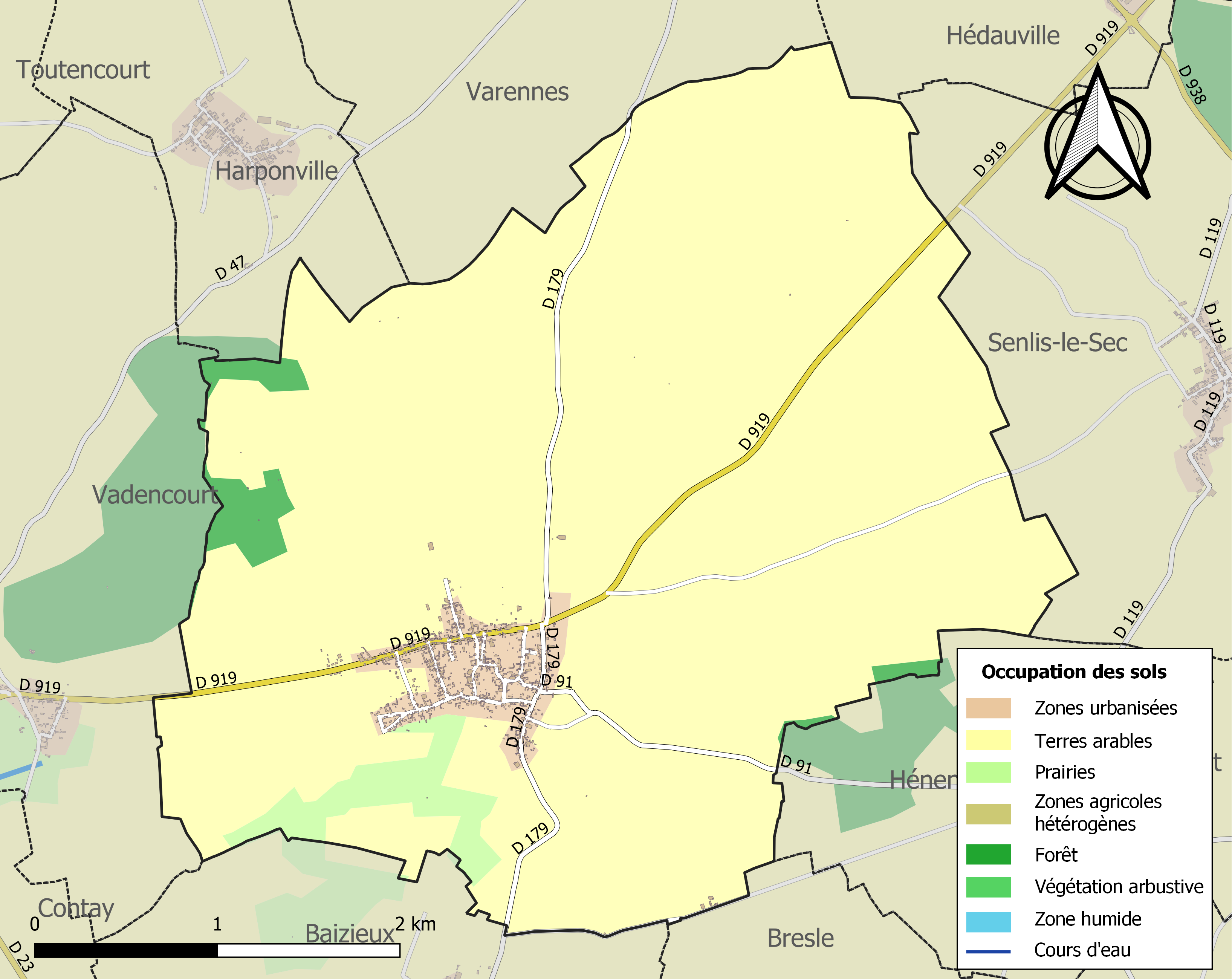
Carte des infrastructures et de l'occupation des sols de la commune en 2018 (CLC).

### Habitat

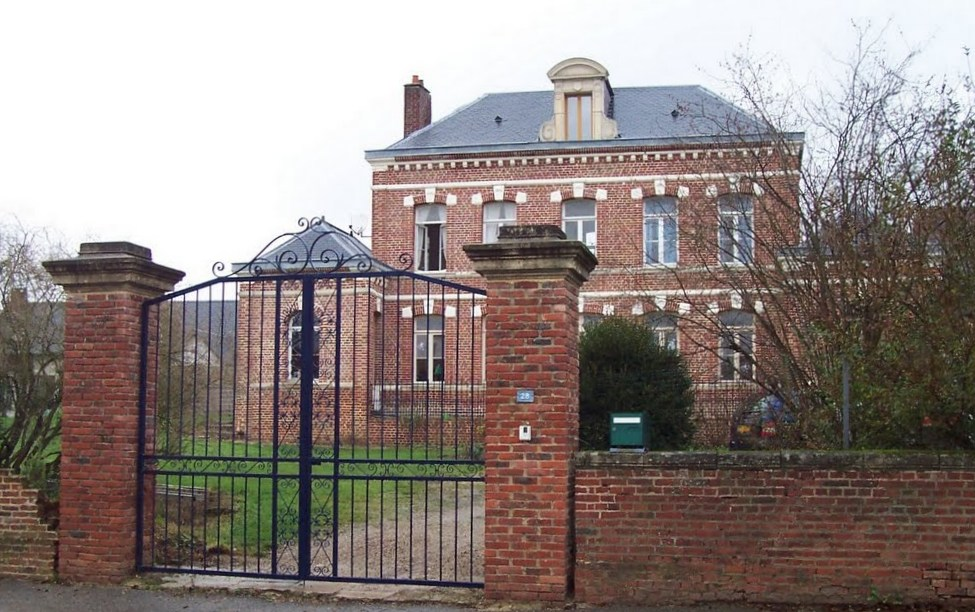
Maison de maître.

La commune de Warloy-Baillon est composée de deux entités : Warloy et Baillon. Ces deux entités liées entre elles depuis des temps reculés sont maintenant jointives et ne forment plus qu'un seul et même ensemble urbanisé.
La commune de Warloy-Baillon est assez enclavée et éloignée des centres urbains qui polarisent les territoires de cette partie du département de la Somme.
Une maison de Santé a été ouverte au public en novembre 2013, un ancien presbytère serait rénové pour devenir la nouvelle mairie, située à côté de l'école publique.

### Voies de communication et transports
La localité est desservie par les lignes d'autocars du réseau interurbain Trans'80 Hauts-de-France (ligne no 36).

## Toponymie

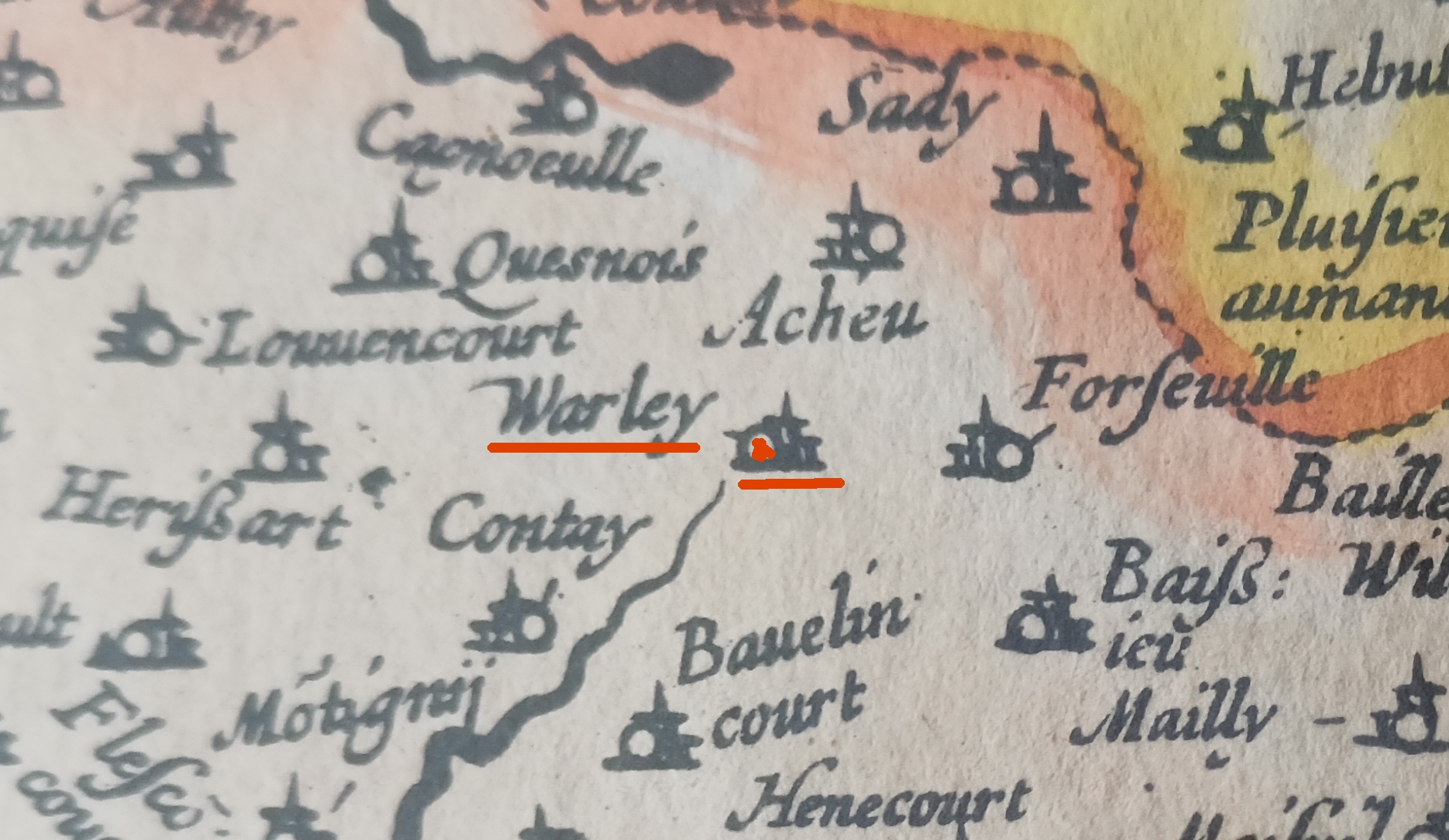
Sur une carte de la Picardie de 1620, Warloy-Baillon se nommait simplement Warley.

Le nom de la localité est attesté sous les formes Warledum (985) ; Waerlois (115.) ; Waelois (115.) ; Walois (1157) ; Warloy (1138-1160) ; Walloy (1186) ; Warloi (1183) ; Wailloi (1266) ; Varlay (1557) ; Warley (1579) ; Vuarloy (1567) ; Warlois (1557) ; Varloi (1733) ; Warloy-Baillon (1764) ; Varsoi (1787).
Baillon est une ancienne dépendance de Warloy attesté sous les formes Balons (1256)
Baaillon (1301) ; Baillon (1733).

## Histoire

### Préhistoire
Des silex taillés, des haches celtiques et des sarcophages ont été retrouvés sur le territoire de la commune.
Le lieu-dit la Bataille serait lié à un combat de l'époque gallo-romaine[réf. nécessaire].

### Moyen Âge
À l'époque mérovingienne, Warloy aurait possédé un fort (une place du village s'appelle place du Fort).
La seigneurie de Warloy appartenait à l'abbaye de Corbie depuis sa fondation.
En 1294, la seigneurie de Warloy est vendue à Guy IV de Châtillon, seigneur d'Encre.

### Époque moderne
Au XVIe siècle, Baillon avait pour seigneur Caron de Millies. En 1504, la seigneurie de Warloy fut revendue à l'abbé de Corbie. En 1509, la seigneurie de Warloy fut vendue par l'abbé de Corbie à Adrien de Hénencourt, doyen du chapitre de la cathédrale d'Amiens, pour la somme de 5 550 livres. En 1528, il fit imprimer à ses frais le premier bréviaire à l'usage du diocèse. En 1530, à la mort d'Adrien de Hénencourt, la seigneurie de Warloy passa à Antoine de Lameth.
En 1598, Warloy-Baillon subit les invasions espagnoles et les habitants se réfugient dans les muches, souterrains composés de nombreuses chambres.
Entre 1787 et 1789, un habitant de Warloy-Baillon, Pierre Petit dit « Prêt à boire », peigneur de laine, fut condamné par le tribunal de l'Élection de Doullens à 1 000 livres d'amende pour contrebande de tabac et de sel.
En 1789, les cahiers de doléances de la paroisse de Warloy-Baillon demandent la suppression de tous les impôts du Royaume et leur remplacement par un impôt sur les propriétés sans aucun privilège et par un impôt par tête selon les facultés et les ressources de chacun. Les habitants se plaignent des dégâts causés aux cultures par les bêtes sauvages (lapins, etc.) qui se multiplient dans la garenne seigneuriale.

### Époque contemporaine
En 1870-1871, pendant la guerre franco-prussienne, la commune de Warloy-Baillon subit de nombreuses réquisitions. Soixante jeunes gens de la commune combattent, deux sont morts, deux blessés et médaillés et six faits prisonniers.
Pendant la Grande Guerre, Warloy-Baillon était un village de l'arrière du front de l'Ouest, un hôpital militaire est installé dans la maison de retraite.
Lors de la Seconde Guerre mondiale, deux aviateurs alliés périrent à Warloy-Baillon : en 1940, K. R. Lucas sur un Hurricane Mk1, et en 1944, D. E. Pinkney, sur un Auster.

## Politique et administration
| Période                                  | Période                      | Identité                       | Étiquette | Qualité                         |
| ---------------------------------------- | ---------------------------- | ------------------------------ | --------- | ------------------------------- |
| Les données manquantes sont à compléter. |                              |                                |           |                                 |
| avant 1802                               |                              | Charles Vignon                 |           |                                 |
| mai 1805                                 |                              | Pierre Vignon                  |           |                                 |
| 1817                                     | 1821                         | Pierre Caussin                 |           |                                 |
| avant 1837                               |                              | M. Outrequin                   |           |                                 |
| avant 1868                               |                              | Pierre Constantin              |           |                                 |
| avant 1873                               |                              | Alfred Théodore Marie Delannoy |           |                                 |
| Les données manquantes sont à compléter. |                              |                                |           |                                 |
| mars 1977                                | mars 2001                    | Pierre Darras                  | DVD       |                                 |
| mars 2001                                | En cours (au 8 octobre 2020) | Frédéric Martin                |           | Réélu pour le mandat 2020-2026, |

## Population et société

### Démographie
L'évolution du nombre d'habitants est connue à travers les recensements de la population effectués dans la commune depuis 1793. Pour les communes de moins de 10 000 habitants, une enquête de recensement portant sur toute la population est réalisée tous les cinq ans, les populations de référence des années intermédiaires étant quant à elles estimées par interpolation ou extrapolation. Pour la commune, le premier recensement exhaustif entrant dans le cadre du nouveau dispositif a été réalisé en 2005.

En 2022, la commune comptait 749 habitants, en évolution de −1,71 % par rapport à 2016 (Somme : −1,26 %, France hors Mayotte : +2,11 %).
| 1793  | 1806  | 1821  | 1831  | 1836  | 1841  | 1846  | 1851  | 1856  |
| ----- | ----- | ----- | ----- | ----- | ----- | ----- | ----- | ----- |
| 1 700 | 1 750 | 1 778 | 2 074 | 1 972 | 2 071 | 2 092 | 2 018 | 1 926 |

| 1861  | 1866  | 1872  | 1876  | 1881  | 1886  | 1891  | 1896  | 1901  |
| ----- | ----- | ----- | ----- | ----- | ----- | ----- | ----- | ----- |
| 1 861 | 1 704 | 1 469 | 1 370 | 1 297 | 1 272 | 1 197 | 1 166 | 1 074 |

| 1906  | 1911 | 1921 | 1926 | 1931 | 1936 | 1946 | 1954 | 1962 |
| ----- | ---- | ---- | ---- | ---- | ---- | ---- | ---- | ---- |
| 1 027 | 996  | 984  | 894  | 836  | 805  | 797  | 722  | 737  |

| 1968 | 1975 | 1982 | 1990 | 1999 | 2005 | 2006 | 2010 | 2015 |
| ---- | ---- | ---- | ---- | ---- | ---- | ---- | ---- | ---- |
| 733  | 710  | 698  | 718  | 708  | 734  | 743  | 807  | 769  |

| 2020 | 2022 | - | - | - | - | - | - | - |
| ---- | ---- | - | - | - | - | - | - | - |
| 750  | 749  | - | - | - | - | - | - | - |

### Enseignement
La commune scolarise 45 élèves dans son école publique placée en zone B, dans l'académie d'Amiens, pour l'année scolaire 2016-2017.

### Culture, fêtes, sport et loisirs
La commune compte plusieurs associations :
- une équipe de football,
- une équipe de ballon au poing,
- un club de danse zumba,
- un club des aînés,
- une association des familles rurales,
- une société de chasse,

ainsi que :
un terrain de football, de ballon au poing, de tennis, et de pétanque.

## Économie

### Activités économiques et de services
Les activités économiques sont représentées essentiellement par l'agriculture, l'artisanat et le commerce (boulangerie, coiffeur, deux menuiseries, un paysagiste) et les services de santé de proximité (médecin, pharmacien, kinésithérapeute). Les services publics sont représentés par les écoles (publique et privée), la poste et la maison de retraite qui est le premier employeur de la commune. Warloy-Baillon possède également un notaire, un orthopédiste et dentiste équin. De plus, la commune dispose d'une équipe de sapeurs pompiers (volontaires, ou professionnels) et, l'été, d'un centre aéré.

## Culture locale et patrimoine

### Lieux et monuments
- Église Saint-Pierre (XVIIIe siècle) : les murs de l'édifice, en grande partie en pierre, reposent sur une épaisse ceinture de grès d'environ un mètre de hauteur ; il dispose d'une entrée unique, sous la tour-clocher à la silhouette trapue.

- Muches de Baillon, souterrains-refuges appelés muches.
- Vestiges du moulin de Rolmont : moulin à vent, dont ne subsiste que la tour en pierre, fort endommagée, mais dont la restauration est envisagée. C'est le dernier des cinq moulins de la commune de Warloy-Baillon encore debout en 1835. Il a cessé de fonctionner en 1887. Le moulin existait déjà au XVe siècle, appartenant comme le village de Warloy à l'abbaye de Corbie puis à la famille de Lameth. Il s'agissait d'un moulin banal, les paysans avaient obligation d'y faire moudre leurs grains en payant une taxe ou banalité au seigneur.
- Buste d'Henri Carnoy, en bronze, sur la place du Fort.
- Monument aux morts : il se dresse à proximité immédiate de l'église, à l'avant, un peu sur le côté et en léger contrebas. Son sommet est décoré par un coq.
- Le cimetière militaire Warloy-Baillon Communal Cemetery Extension Cemetery  près du cimetière communal.
- Stèle à la mémoire de deux aviateurs de la Royal Air Force, abattus lors de la Seconde Guerre mondiale. Cette petite plaque commémorative de marbre noir est visible à la sortie de la localité, devant l'entrée du cimetière, sur le bord opposé de la route.

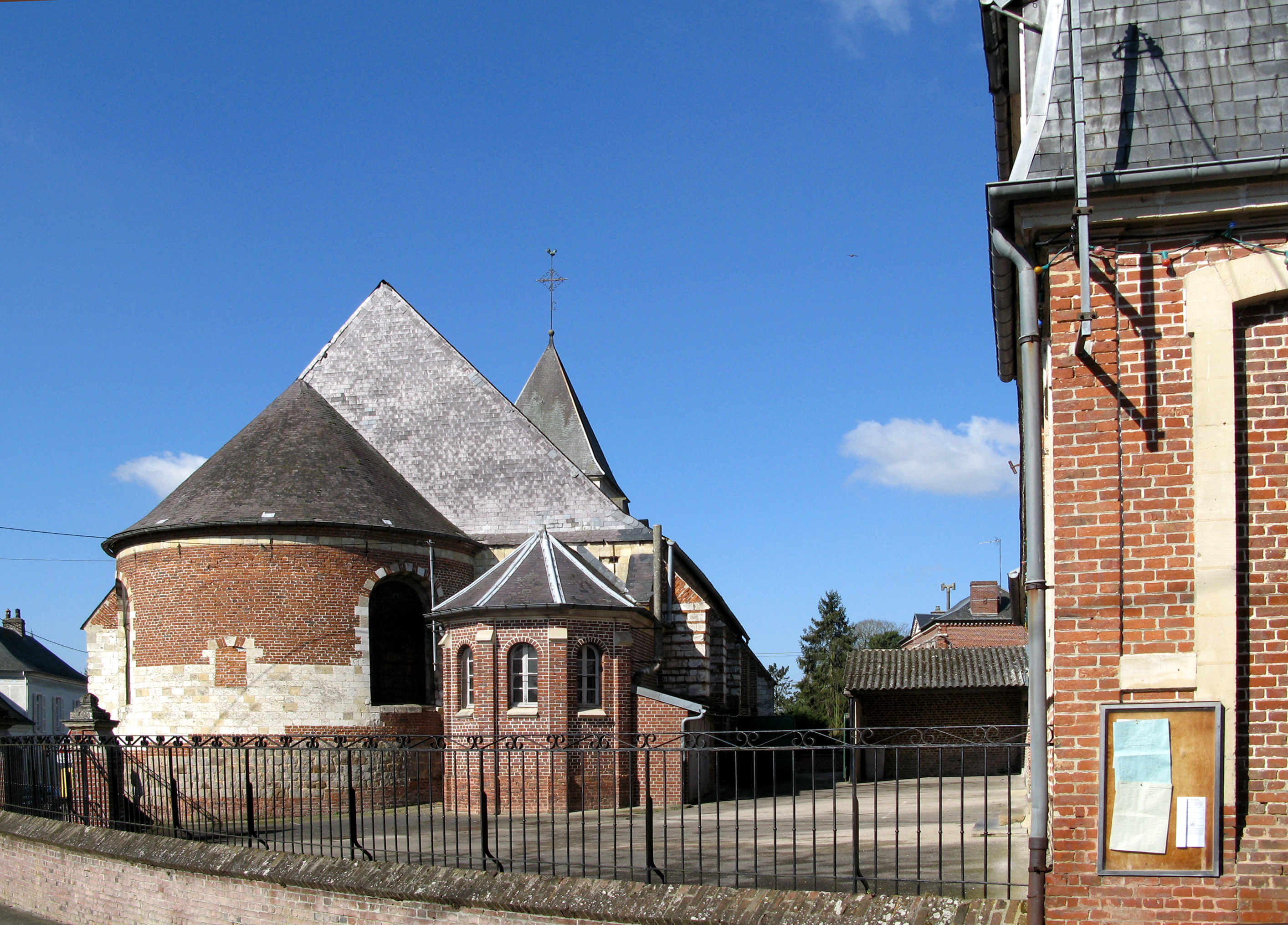
La cour de la mairie donne sur le chevet de l'église.
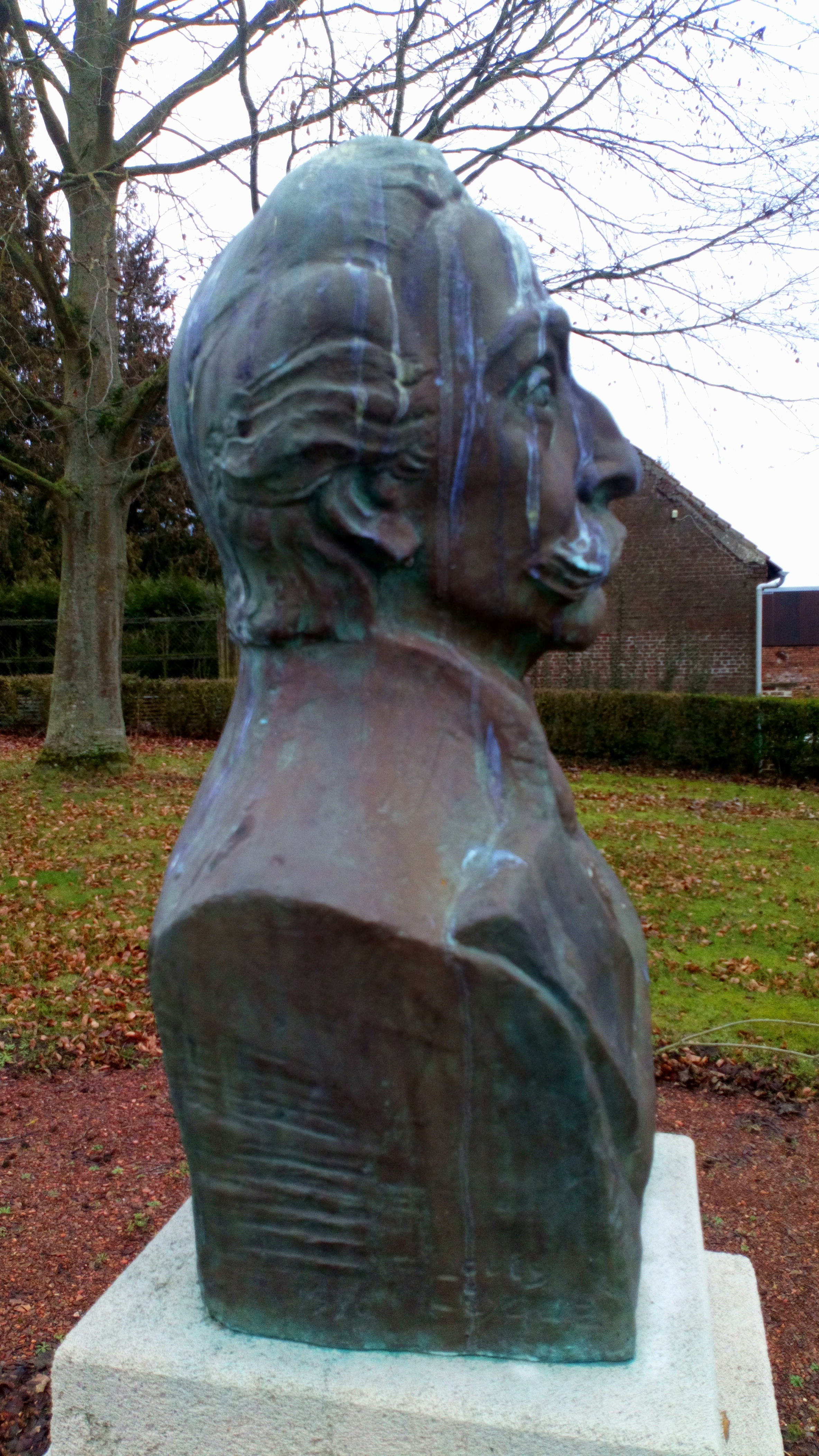
Buste d'Henri Carnoy.
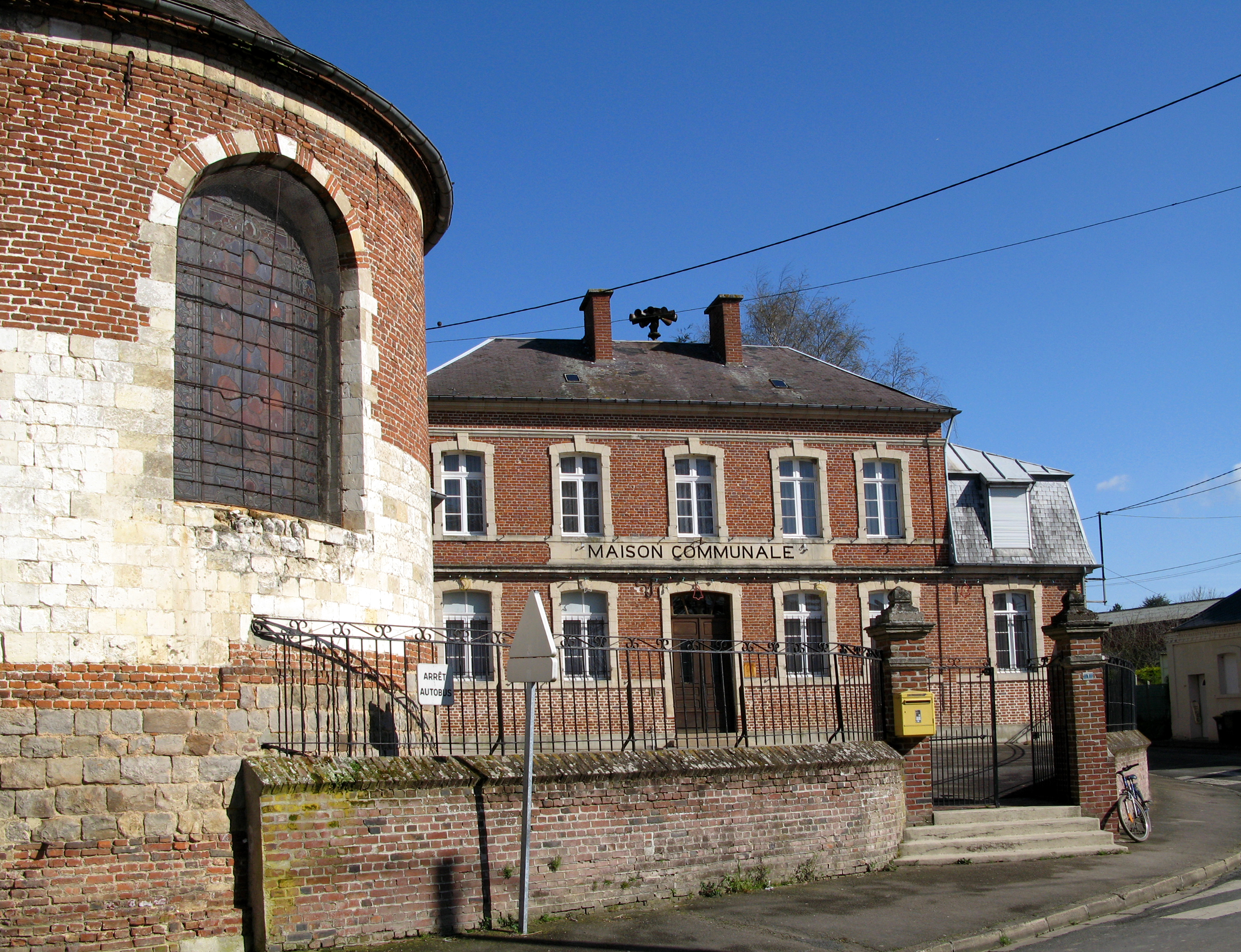
La mairie et le chevet de l'église, en grès, pierre et brique.
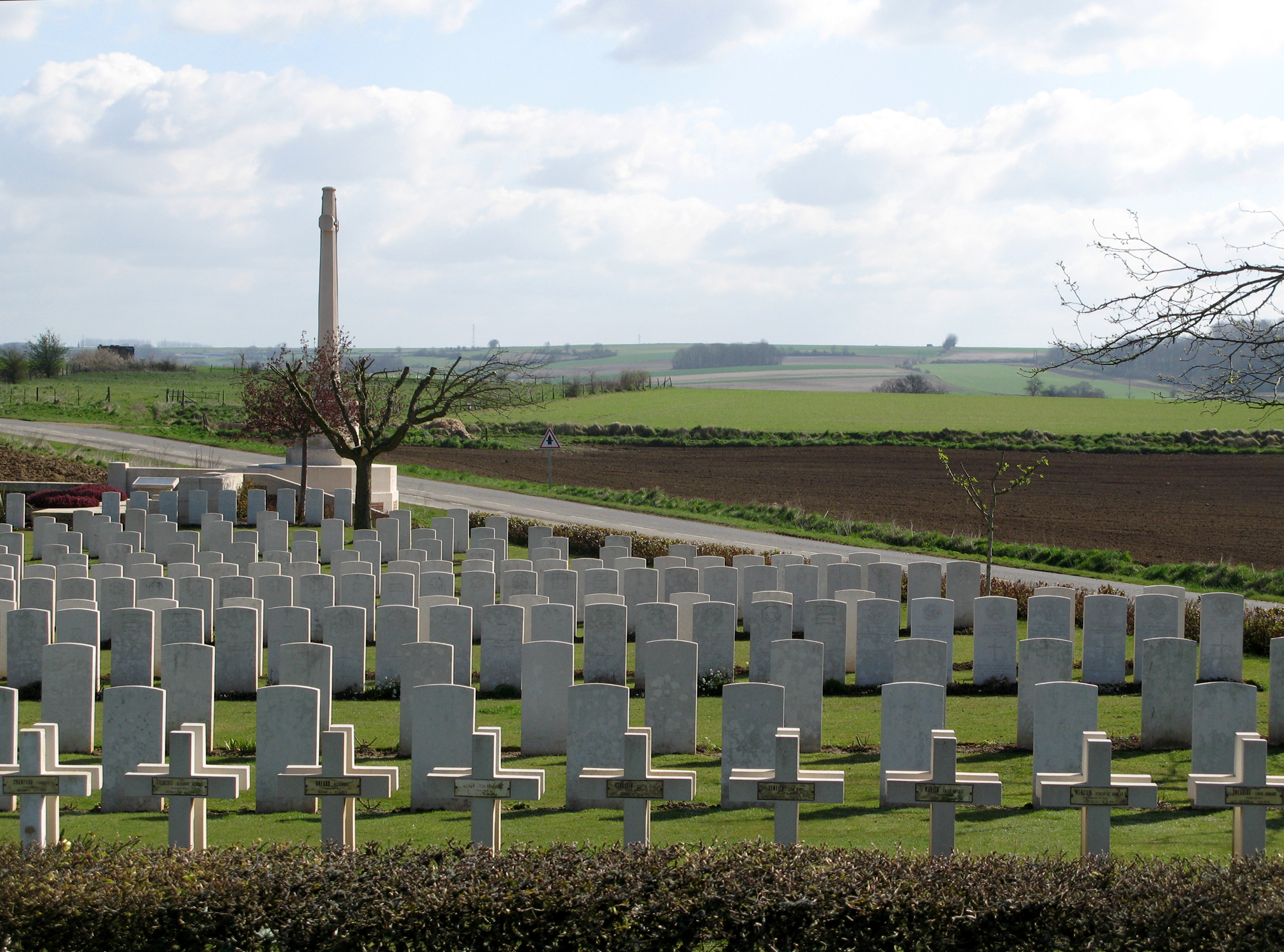
Le cimetière militaire.
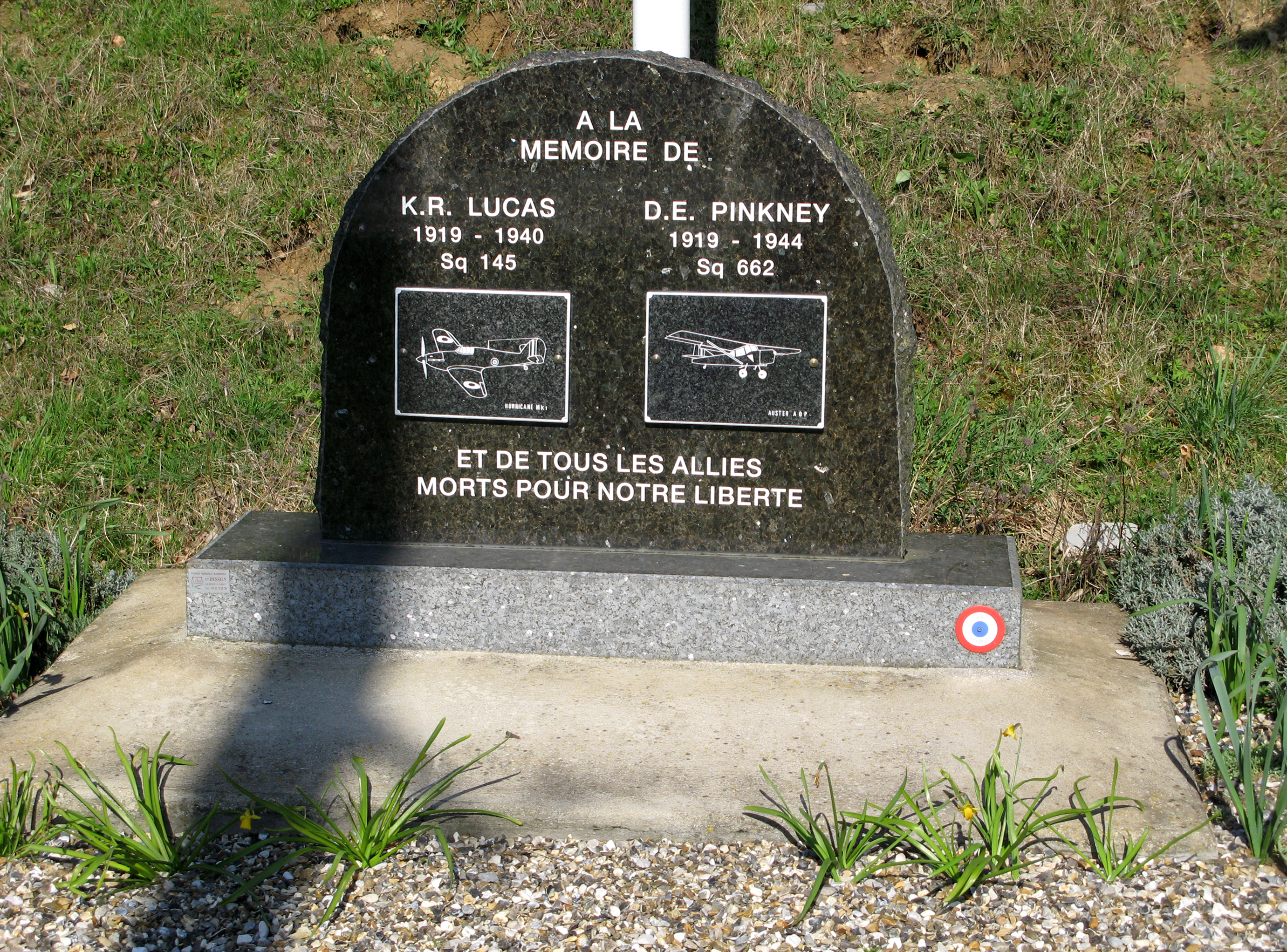
Stèle de marbre en hommage aux deux aviateurs abattus.

### Personnalités liées à la commune
- Jean-François Clément, né à Warloy-Baillon, le 20 octobre 1767 - † le 23 août 1812, des suites de blessures reçues à la bataille de Valoutino).

Il s'enrôla dans les armées de la Révolution le 2 septembre 1791 avec le grade de sergent dans le 3e bataillon de la Somme qui, par amalgame du 5 nivôse an II (1793), fut incorporé à la 24e demi-brigade d'infanterie qui fit partie de l'armée de Sambre-et-Meuse, puis, en 1793, de l'armée du Nord.
En 1796, la 61e demi-brigade d'infanterie de ligne fut formée le 5 ventôse an IV à partir des unités suivantes : 24e demi-brigade de bataille (2e bataillon du 12e régiment d'infanterie, 3e bataillon de volontaires de la Somme, 10e bataillon de volontaires des réserves et bataillon de volontaires de réquisition de Saint-Omer).
Jean-François Clément participa donc aux campagnes de 1792 à l'an VI aux armées du Nord, de Sambre-et-Meuse et d'Italie, fut nommé sous-lieutenant le 28 décembre 1792, lieutenant le 24 brumaire an IV, et se trouva à l'affaire de Sultzbach, près de Bamberg, le 30 thermidor suivant, où la 61e demi-brigade résista aux charges de la cavalerie ennemie, ainsi qu'à la bataille de Gradisca le 29 ventôse an V.
Il prit part à la campagne d'Égypte et reçut un coup de feu à la main droite au siège du Caire le 28 germinal an VIII. Il fut promu capitaine, le 12 prairial suivant.
Il tint garnison dans l'intérieur pendant les ans X et XI, passa au camp de Bruges en l'an XII, et y fut nommé chevalier de la Légion d'honneur le 25 prairial.
Attaché au 3e corps de la Grande Armée pendant les campagnes en Autriche (1805), en Prusse (1806) et en Pologne (1807), il se fit remarquer à la bataille d'Iéna et reçut le brevet de chef de bataillon, le 28 octobre 1806. Resté en cantonnement en Prusse en 1808, il participa à la campagne de 1809 en Allemagne et fut nommé officier de la Légion d'honneur le 7 juin de la même année. En garnison à Hambourg en mai 1811, promu major en second le 15 avril suivant, il passa dans le 12e régiment de ligne le 18 juillet.
Il fit la campagne de Russie en 1812, et mourut le 23 août des suites de blessures reçues à Valontina-Gora le 19 du même mois. Clément avait été créé chevalier de l'Empire le 22 novembre 1811.
- Pierre-Louis-Arthur du Blaisel d'Enquin, né le 23 juillet 1839 et décédé le 4 juillet 1906 à Warloy-Baillon. Directeur de la Banque de France d'Amiens, chevalier de la Légion d'honneur en 1903.
- Henri Carnoy, poète folkloriste né le 12 mai 1861 à Warloy-Baillon, décédé à Paris le 22 septembre 1930. Son buste orne la place du Fort.
- René Debrie, universitaire, spécialiste de la langue picarde, est né dans la commune en 1920 et décédé à Amiens en 1989. Professeur émérite de l'université de Picardie Jules Verne, il a fondé avec Pierre Garnier et René Vaillant l'association culturelle picarde Éklitra, en 1966.
- Jean Lombard, né à Warloy-Baillon, le 17 mai 1923 et décédé le 13 novembre 2014, agrégé de lettres classiques, professeur des universités, membre de l'Académie des sciences, des lettres et des arts d'Amiens.

## Pour approfondir